# Кремастенско езеро
Кремастенското езеро (на гръцки: Λίμνη Κρεμαστών) е най-големият язовир в Гърция. Изграждането му завършва през 1965 година.
От една страна изграждането му предотвратява честите наводнения от река Ахелой, а от друга посредством изградената ВЕЦ доставя електричество към националната електрическа мрежа на Гърция. ВЕЦ на язовирната стена е най-голямата водноелектрическа централа в Гърция (с номинална мощност: 437.2 MW). Построена е през 1966 г. и е собственост на Обществената електрическа компания. През 1969 г. по-надолу по река Ахелой е изграден и втори язовир - Кастракенско езеро.
Язовирът се намира на границата на Етолоакарнания и Евритания. Има изградени два моста над него (при Татарна и Епископи), като във водната площ има много малки острови. Намира се на териториите на демите Агринио и Амфилохия в Етолоакарнания и Аграфа и Карпениси в Евритания.